# 迦南犬
迦南犬(Canaan dog )為一種中東地區的原始犬種，曾於該地銷聲匿跡數千年之久。現在為數不多，約莫2000至3000隻，目前多數豢養的迦南犬分布於北美地區及歐洲地區。在原產地則廣泛分佈於西奈半島到敘利亞的南黎凡特地區。
迦南犬最早是由以色列畜犬協會(Israel Kennel Club )於1953年正式承認為一犬種(同時他們也承認此犬為以色列國犬)，後被世界畜犬協會(FCI)於1966年認可。
1986年第一批迦南犬由以色列的Sha'ar Hagai 犬舍帶至芬蘭。現在被世上多數畜犬協會認可，也被帶至許多國家進行培育。現在迦南犬在美國、加拿大、英國、芬蘭、德國、以色列、法國皆有成立俱樂部。